# Caius Sextius Calvinus
Pour les articles homonymes, voir Calvinus, Sextius et Sextii.
Caius Sextius Calvinus est un général et homme politique de la République romaine connu pour être le fondateur de la ville d'Aquæ Sextiæ (Aix-en-Provence), à laquelle il a laissé son nom.

## Biographie
Très rares et fragmentaires, les sources au sujet de Caius Sextius Calvinus rendent impossible d'appréhender la vie du consul dans son ensemble autrement que de manière pointilliste.
Il est issu d'une célèbre famille plébéienne, la Gens des Sextii. En effet, il aurait pour ancêtre Lucius Sextius Lateranus à l'origine de la fameuse  "Lex Licina Sextia" qui permit aux plébéiensd'accéder aux fonctions consulaires. À la suite d'une carrière obscure, Sextius fut un disciple du Sénat suffisamment docile pour être jugé digne de remplacer Marcus Fulvius Flaccus (lui-même devenu Proconsul). C'est au moment d'appliquer la politique sénatoriale de l'autre côté des alpes qu'il sort de l'anonymat.

### Conquêtes en Gaule Transalpine

#### Contexte
Au IIe siècle av. J.-C., le développement de Marseille entraine une forte pression sur les populations indigènes de Gaule transalpine et amène à une situation conflictuelle. Les comptoirs massaliotes étant menacés sur toute la côte, la cité phocéenne qui n'est pas à même de résoudre seule ses tensions avec les Celto-Ligures fait appel aux romains. Voyant l'occasion de sécuriser les routes terrestres vers ses provinces hispaniques et d'accroitre son influence dans la région, Rome saisie l'opportunité et y fait intervenir régulièrement ses armées (actions attestées dès 184 av. J.-C.).
En 125 av. J.-C., le Sénat romain qui souhaite contrer l'expansion salyenne fait intervenir militairement le consul Marcus Fulvius Flaccus. Bien que battus, la déroute des Ligures, Voconces et Salyens n'est pas suffisante pour les soumettre au joug romain et ils continuent d'inquiéter les massaliotes. 

#### Victoire d'Entremont

Carte des tribus gauloises de Provence.

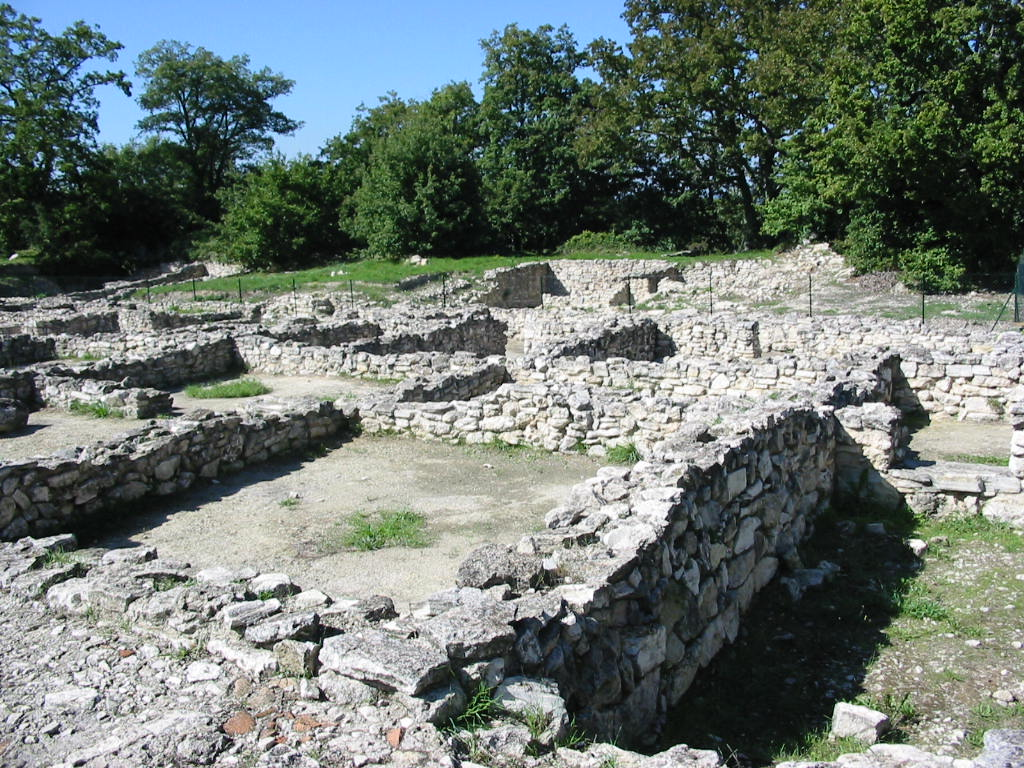
Vue générale de l'oppidum d'Entremont.

En 124 av. J.-C., à la suite de cette victoire peu affirmée, une nouvelle expédition est alors considérée nécessaire. Ainsi, après que Caius Sextius Calvinus soit nommé consul, il est dépêché par le Sénat pour mener à bien la conquête de la Gaule transalpine jusqu'à l'actuel Languedoc.
Alors que Sextius est dans les préalpes au contact des Voconces, les forces gauloises se massent sur un falaise au dessus de la vallée de l'Arc afin d'empêcher le passage de ses armées. Diodore de Sicile évoque cette concentration de troupes sur un « oppidum » (τὴν πὁλιν) que tout porte à croire être celui d'Entremont. Sextius ayant finalement trouvé le conflit contre les Salyens plutôt entamée que bien avancée par Marcus Fulvius Flaccus, choisi de le poursuivre avec vigueur.
En 123 av. J.-C., Sextius Calvinus oppose victorieusement ses troupes à cette confédération dans ce qu'on peut même supposer être une véritable bataille rangée entre les deux armées. C'est cette confrontation que semble évoquer l'historien Velleius Paterculus lorsqu'il écrit : « Cassio autem Longinem et Sexto Calvino, qui Sallues apud aquas, quæ ab eo Sextiæ appellantur, devicit » ("Mais Cassius Longinus et Sextius Calvinus, qui vainquirent les Sallyens aux eaux, qu'on appela sextiennes"). Afin d'achever sa victoire, Sextius s'attaque à l'Oppidum d'Entremont et détruit cette "capitale" de plusieurs milliers d'habitants. Des lors, Teutomal (Teutomalios) roi des Salyens et ses princes (les dunastai) sont contraints de se refugier chez leurs alliés alloborges,. 
Diodore de Sicile nous informe alors sur le sort funeste que Sextius Calvinus réserve aux vaincus. En effet, ces derniers sont enchainés et privés de leurs biens avant d'être réduits en esclavage. Il précise également que certains indigènes, principalement issus de l'aristocratie sont épargnés de ces traitements. Ainsi un certain Craton, fidèle à Rome, voit sa famille conserver ses biens et peut éviter à 900 personnes la servitude. Sans que nous sachions vraiment qui est Craton, un Salyen hellénisé ou un Grec de Marseille, son évocation nous renseigne sur la stratégie de conquête élaborée par Sextius et les divergences qui existent entre tribus locales. Non seulement, cela permet à Sextius d'apparaitre comme un conquérant magnanime mais souligne également que le romain sait tirer profit de la porosité qui semble déjà exister, du fait du commerce, entre les cultures en place. Ainsi, cette politique laisse entrevoir les prémices de ce que sera ensuite la conquête de la Gaule.
Il n'est pas invraisemblable que Sextius ait toutefois mis des années à rétablir la paix dans la plaine d'Aix. En effet, selon Tite-Live la victoire définitive de Sextius survient durant son proconsulat, or en 123 av. J.-C. il est consul.  D'ailleurs, pour les années suivantes, des affrontements réguliers entre les armées romaines et salyennes sont évoqués par des auteurs comme Ammien Marcellin et Strabon.
Les légions de Sextius vont ensuite patrouiller le long de la côte, entre le Rhône et le Var, refoulant les Gaulois à une distance de 8 à 12 stades (1,5 à 2,2 km),. Une fois sécurisée, la bande de terre est alors confiée à la garde de la cité phocéenne.

### Fondation d'Aquae Sextiae

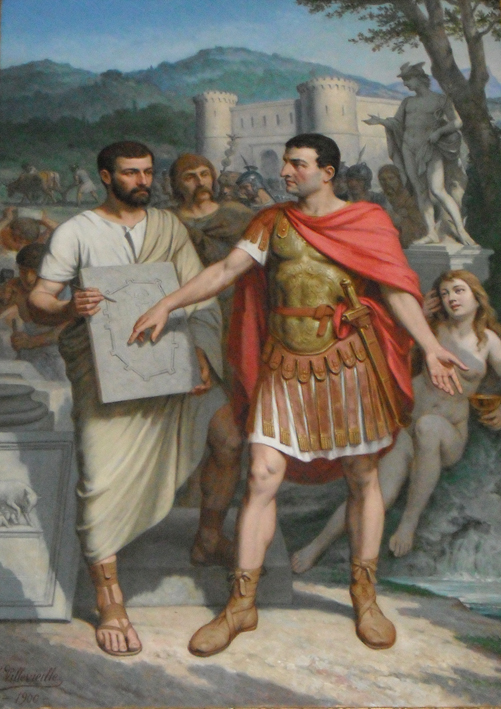
Fondation d'Aix par Sextius Calvinus (Joseph Villevieille, 1900).

L'année suivante, en 122, Sextius triomphe à Rome sur « les Ligures, les Voconces et les Salyens». Puis il crée une ville de garnison (castrum) dans la plaine, au pied d'Entremont, à côté de sources thermales. Ces circonstances déterminent le nom de la nouvelle ville : Aquæ Sextiæ Salluviorum, ce qui signifie « les sources sextiennes chez les Salluviens. » (Salluviens est le nom latin des Salyens)
Aquæ Sextiæ (aujourd'hui Aix-en-Provence) est donc la première ville fondée par Rome sur l'actuel territoire de la France avant Narbonne en 118 av. J.-C.

## Ara Calvini

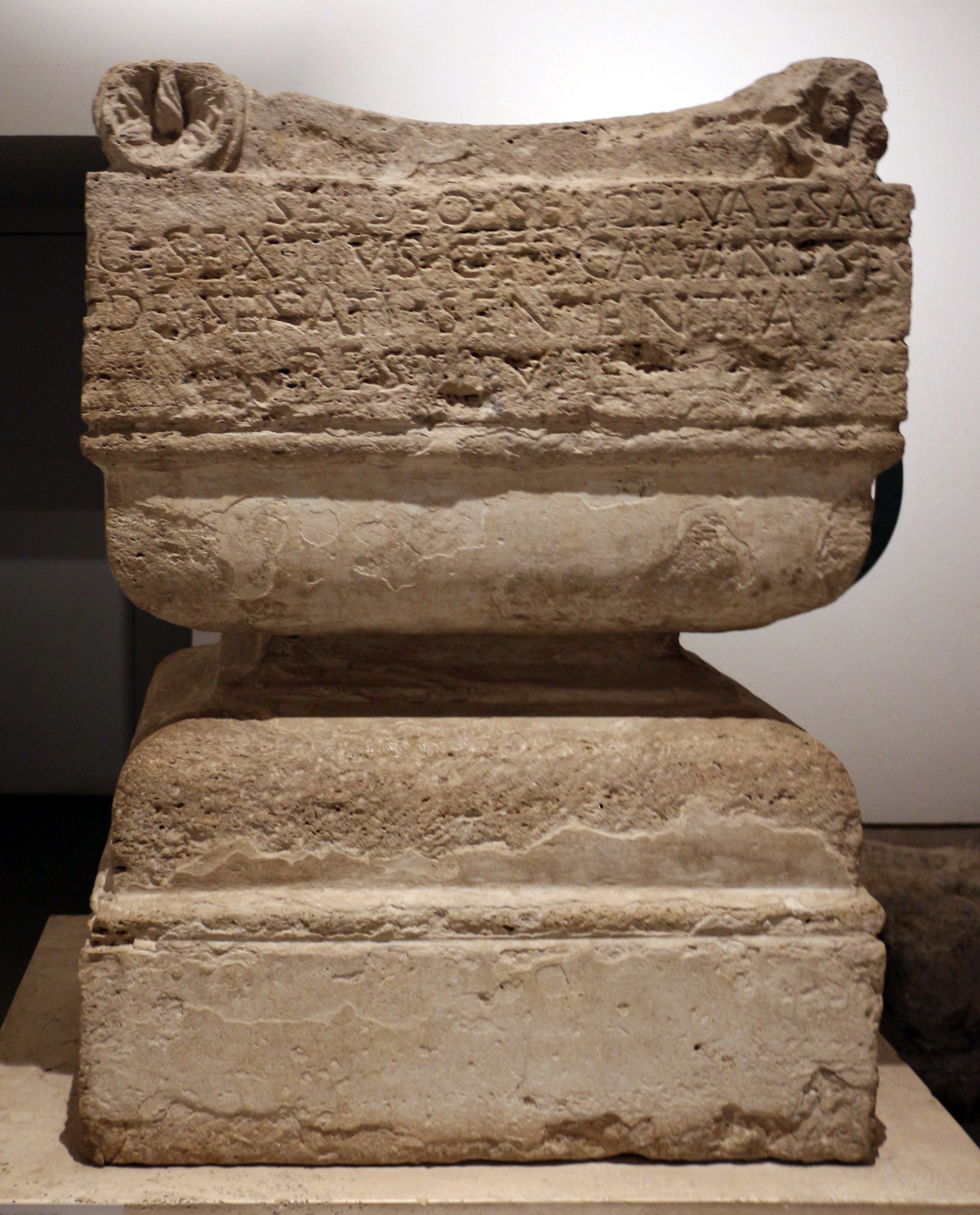
lAra Calvini au musée Palatin

Aux alentours de 92 (entre 110 av. J.-C. et 90 av. J.-C.) un magistrat de rang préteur dénommé C. Sextius Calvinus, restaura un autel dédié à sei deo, sei divae ("que ce soit un dieu ou une déesse"). Cette ancienne formule latine désignant une divinité de genre inconnu servait à rendre hommage sans nommé précisément le protecteur. Certains historiens estiment que cela avait pour utilité de préserver l'anonymat de la divinité en cas de capture ou de mise à sac par un ennemi.
Le petit autel a été trouvé en 1829 à proximité de Sant’Anastasia au pied du Mont Palatin, une des sept collines de Rome. Façonné dans du travertin, il est en forme de sablier, un style en usage à l'époque des secondes guerres puniques. L'Ara Calvini ("Autel de Calvinus"), parfois appelé Ara Dei Ignoti ("Autel des divinités inconnues"), fait désormais partie des collections de l'antiquarium du Palatin (Musée du Palatin).
Au regard des inscriptions, la réfection de l'autel a longtemps était attribuée au fils de Caïus Sextius Calvinus. Cependant, des auteurs comme Ernst Badian considèrent que c'est bel et bien l'œuvre de Sextius père.
On peut lire sur l'autel l'inscription suivante :
SEI·DEO·SEI·DEIVAE·SAC

C·SEXTIVS·C·F·CALVINVS·PR

DE·SENATI·SENTENTIA

RESTITVIT
« Sei deo sei deivae sac(rum)

C(aius) Sextius C(ai) f(ilius) Calvinus pr(aetor)

de senati sententia

restituit
 »
— Adaptation en latin modernisé
        
« Consacré pour un dieu ou une déesse,

Caius Sextius Calvinus, fils de Caius, préteur,

à la suite d'un vote du Sénat,

restaura cela.

 »